# 高橋竜平
高橋 竜平（たかはし りょうへい、1990年2月1日）は、日本の元プロボクサー。新潟県加茂市出身。横浜光ボクシングジム所属。

## 来歴
2012年12月2日、新宿FACEで住友将吾とスーパーフライ級4回戦を行い、初回1分36秒TKO負けを喫しデビュー戦を白星で飾れなかった。
2013年10月5日、後楽園ホールで武田航とスーパーフライ級4回戦を行い、4回0-0（3者とも38-38）の判定で引き分けた。
2014年9月25日、後楽園ホールで行われた第71回東日本新人王トーナメントバンタム級部門準決勝で吉松大樹と対戦し、4回3-0（39-38、40-37、40-36）の判定勝ちを収め決勝進出した。
2014年11月2日、後楽園ホールで行われた第71回東日本新人王トーナメントバンタム級部門決勝で児玉堅と対戦し、4回3-0（2者が40-36、40-37）の判定勝ちを収め東日本新人王の座を射止めた。
2014年12月21日、後楽園ホールで行われた第61回全日本新人王決定戦バンタム級部門決勝で田淵圭祐と対戦し、5回3-0（49-46、50-46、50-45）の判定勝ちを収め全日本新人王の座を射止めた。
2015年5月1日、大田区総合体育館で行われた「ダイヤモンドグローブ・スペシャル」で坂田北斗とバンタム級6回戦を行い、6回3-0（59-55、60-55、60-54）の判定勝ちを収めた。
2015年8月21日、後楽園ホールで行われた「ダイナマイトパンチ97」で久保賢司とバンタム級8回戦を行い、8回3-0（2者が78-73、78-72）の判定勝ちを収めた。
2015年11月24日、後楽園ホールで行われた「ダイナミックグローブ」で横山一喜と54.0kg契約8回戦を行い、5回2分5秒TKO勝ちを収めた。
2016年3月19日、メルボルンでアンドリュー・モロニーとWBAオセアニアバンタム級王座決定戦を行い、10回0-3の判定負けを喫し王座獲得に失敗した。
2016年7月19日、後楽園ホールで行われた「ダイナマイトパンチ101」でヨドシン・パッジャイジムとスーパーバンタム級8回戦を行い、2回2分52秒TKO勝ちを収め再起した。
2016年10月11日、後楽園ホールで行われた「ダイナマイトパンチ102」で武田航と54.1kg契約8回戦を行い、8回3-0（2者が77-75、78-75）の判定勝ちを収め3年ぶりとなる再戦を制した。
2017年1月29日、翌30日に後楽園ホールで行われる「フレッシュボーイ83」で日本スーパーフライ級5位の木村隼人とバンタム級8回戦を行う予定だったが、前日計量で高橋に3.3kgの体重超過があり試合は中止となった。
2017年5月26日、後楽園ホールで行われた「A-sign.Bee vol.3」で田中一樹と54.5kg契約8回戦を行い、3回2分50秒TKO勝ちを収めた。
2017年8月5日、後楽園ホールで行われた「ダイナミックグローブ」で入口裕貴とスーパーバンタム級8回戦を行い、8回1-2（77-75、2者が75-77）の判定負けを喫した。
2017年11月6日、後楽園ホールで行われた 「A-sign.Bee8」でパンタワット・サイトーンジムとスーパーバンタム級8回戦を行い、2回35秒KO勝ちを収め再起した。
2017年12月20日、バンコクでペッナムヌーン・シッサイトーンとIBFパンパシフィックスーパーバンタム級暫定王座決定戦を行い、5回TKO勝ちを収め王座獲得に成功した。
2018年3月2日、後楽園ホールで行われた 「A-sign.Bee11」で小山哲也(横田S) とフェザー級8回戦を行い、7回2分32秒TKO勝ちを収めた。
2018年6月20日、バンコクでマイク・タワッチャイとIBFアジアパンパシフィックスーパーバンタム級王座統一戦を行い、12回判定勝ちを収め王座を統一（記録上は暫定王座の初防衛）した。
2018年9月1日、後楽園ホールで行われた「ダイナミックグローブ」で草野慎悟（三迫）とフェザー級8回戦を行い、8回3-0（77-76、77-74、77-75）で判定勝ちを収めた。
2018年9月14日、一般人と入籍する。
2019年1月18日、ニューヨークのフールー・シアターでIBFスーパーバンタム級王者のTJ・ドヘニーと対戦し、11回2分18秒TKO負けを喫して世界王座獲得に失敗した。前年の12月1日から打診はあったものの、試合の日程が決まらず疑心暗鬼になっていたところ、試合の10日前になって試合が決まったと急遽連絡が来てから慌ててビザを取得し、試合1週間前にギリギリで正式決定した試合だった。
2019年6月11日、後楽園ホールでイム・ジヌクと対戦し、5回終了TKO勝ちを収め、再起に成功した。
2019年11月2日、後楽園ホールでジョン・バサンと対戦し、5回2分44秒TKO勝ちを収めた。
2020年10月3日、後楽園ホールで遠藤清平と対戦し、8回3-0（77-74×2、78-73）で判定勝ちを収めた。
2022年5月20日、後楽園ホールで木村天汰郎とスーパーバンタム級8回戦で対戦し、8回0-2（75-77×2、76-76）で判定負けした。

## 戦績
- アマチュア:20戦10勝(2KO)10敗
- プロボクシング：26戦19勝（8KO）6敗1分

| 戦           | 日付           | 勝敗 | 時間     | 内容    | 対戦相手                     | 国籍           | 備考                                                  |
| ------------ | -------------- | ---- | -------- | ------- | ---------------------------- | -------------- | ----------------------------------------------------- |
| 1            | 2012年12月2日  | ★    | 1R 1:36  | TKO     | 住友将吾(RK蒲田)             | 日本           | プロデビュー戦                                        |
| 2            | 2013年10月5日  | △    | 4R       | 判定0-0 | 武田航(角海老宝石)           | 日本           |                                                       |
| 3            | 2014年1月14日  | ☆    | 4R       | 判定3-0 | 森下 聖(新日本木村)          | 日本           |                                                       |
| 4            | 2014年5月21日  | ☆    | 4R       | 判定3-0 | 仲島 侑太郎(帝拳)            | 日本           |                                                       |
| 5            | 2014年9月25日  | ☆    | 4R       | 判定3-0 | 吉松 大樹(協栄)              | 日本           | 第71回東日本新人王トーナメントバンタム級部門準決勝    |
| 6            | 2014年11月2日  | ☆    | 4R       | 判定3-0 | 児玉 堅(竹原＆畑山)          | 日本           | 第71回東日本新人王トーナメントバンタム級部門決勝      |
| 7            | 2014年12月21日 | ☆    | 4R       | 判定3-0 | 田淵 圭祐(八尾)              | 日本           | 第61回全日本新人王決定戦バンタム級部門決勝            |
| 8            | 2015年5月1日   | ☆    | 6R       | 判定3-0 | 坂田 北斗(石神井スポーツ)    | 日本           |                                                       |
| 9            | 2015年8月21日  | ☆    | 8R       | 判定3-0 | 久保 賢司(角海老宝石)        | 日本           |                                                       |
| 10           | 2015年11月24日 | ☆    | 5R 2:05  | TKO     | 横山 一喜(古口)              | 日本           |                                                       |
| 11           | 2016年3月19日  | ★    | 10R      | 判定0-3 | アンドリュー・モロニー       | オーストラリア | WBAオセアニアバンタム級王座決定戦                     |
| 12           | 2016年7月19日  | ☆    | 2R 2:52  | TKO     | ヨドシン・パッジャイジム     | タイ           |                                                       |
| 13           | 2016年10月11日 | ☆    | 8R       | 判定3-0 | 武田 航(角海老宝石)          | 日本           |                                                       |
| 14           | 2017年5月26日  | ☆    | 3R 2:50  | TKO     | 田中一樹(グリーンツダ)       | 日本           |                                                       |
| 15           | 2017年8月5日   | ★    | 8R       | 判定1-2 | 入口裕貴(エスペランサ)       | 日本           |                                                       |
| 16           | 2017年11月6日  | ☆    | 2R 0:35  | TKO     | パンタワット・サイトーンジム | タイ           |                                                       |
| 17           | 2017年12月20日 | ☆    | 5R       | TKO     | ペッナムヌン・シッサイトーン | タイ           | IBFパンパシフィックスーパーバンタム級暫定王座決定戦   |
| 18           | 2018年3月2日   | ☆    | 7R 2:32  | TKO     | 小山哲也(横田S)              | 日本           |                                                       |
| 19           | 2018年6月20日  | ☆    | 12R      | 判定    | マイク・タワッチャイ         | タイ           | IBFアジアパンパシフィックスーパーバンタム級王座統一戦 |
| 20           | 2018年9月1日   | ☆    | 8R       | 判定3-0 | 草野慎悟（三迫）             | 日本           |                                                       |
| 21           | 2019年1月19日  | ★    | 11R 2:18 | TKO     | TJ・ドヘニー                 | アイルランド   | IBFスーパーバンタム級タイトルマッチ                   |
| 22           | 2019年6月11日  | ☆    | 5R終了   | TKO     | イム・ジヌク                 | 韓国           |                                                       |
| 23           | 2019年11月2日  | ☆    | 5R 2:44  | TKO     | ジョン・バサン               | インドネシア   |                                                       |
| 24           | 2020年10月3日  | ☆    | 8R       | 判定3-0 | 遠藤清平（RK蒲田）           | 日本           |                                                       |
| 25           | 2021年11月26日 | ★    | 8R       | 判定0-3 | 藤岡飛雄馬(宮田)             | 日本           |                                                       |
| 26           | 2022年5月20日  | ★    | 8R       | 判定0-2 | 木村天汰郎(駿河男児)         | 日本           |                                                       |
| テンプレート |                |      |          |         |                              |                |                                                       |

## 獲得タイトル
- 第71回東日本新人王トーナメントバンタム級部門優勝
- 第61回全日本新人王決定戦バンタム級部門優勝
- IBFパンパシフィックスーパーバンタム級暫定王座
- IBFアジアパンパシフィックスーパーバンタム級王座